# Liam James
Liam James (* 7. August 1996 in Vancouver, British Columbia) ist ein kanadischer Schauspieler.

## Leben und Karriere
Liam James wurde in Vancouver geboren und hat einen älteren Bruder. Von 2006 bis 2010 spielte er in der Serie Psych bei USA Network. Er war am Anfang der meisten Folgen und in regelmäßigen Rückblicken als junge Version der von James Roday gespielten Hauptfigur Shawn Spencer zu sehen. 2007 spielte er in der Komödie Der Glücksbringer neben Dane Cook und Jessica Alba. Darauf folgte die Rolle des Cousins Dave in Eine neue Chance, in dem auch Halle Berry, Benicio del Toro und David Duchovny zu sehen sind. In Die Gebrüder Weihnachtsmann verkörperte er den 12-jährigen Fred Claus (Vince Vaughn) und in Aliens vs. Predator 2 sah man ihn als Sam. In einer Folge von Fringe – Grenzfälle des FBI stand er als Teddy Falls vor der Kamera. Im Jahr 2009 verkörperte James den Sohn von Dennis Quaid im Horror-Thriller Horsemen. In Roland Emmerichs Katastrophenfilm 2012 sah man James als Noah Curtis, den Sohn von John Cusack und Amanda Peet. In der US-amerikanischen Fernsehserie The Killing spielt er seit 2011 die Rolle des Jack Linden. Eine Hauptrolle übernahm James 2013 neben Steve Carell und AnnaSophia Robb im Film Ganz weit hinten.

## Filmografie

### Filme
- 2007: Der Glücksbringer (Good Luck Chuck)
- 2007: Eine neue Chance (Things We Lost in the Fire)
- 2007: Die Gebrüder Weihnachtsmann (Fred Claus)
- 2007: Aliens vs. Predator 2 (Aliens vs. Predator: Requiem)
- 2009: Horsemen
- 2009: 2012
- 2013: Ganz weit hinten (The Way, Way Back)
- 2017: Speech & Debate

### Fernsehserien
- 2006–2010: Psych (60 Folgen)
- 2008: Fear Itself (Folge 1x02)
- 2009: Fringe – Grenzfälle des FBI (Fringe, Folge 2x12)
- 2011–2014: The Killing (22 Folgen)
- 2011, 2013: R. L. Stine’s The Haunting Hour (2 Folgen)
- 2016: The Family (12 Folgen)
- 2018: Deadly Class (10 Folgen)